# Pilar Lladó i Badia
Pilar Lladó i Badia (Igualada, 1938), va ser una mestra a l'escola Isabel de Villena durant mes de trenta anys. 
Ha publicat llibres sobre educació: Escolars d’excursió: mirar, escoltar, caminar, i també llibres infantils: El Drac Xerrac, Butllofa, el petit fantasma, Ploraruixa, el nuvolàs que plorava com una Magdalena, L’alzina Caterina, La Dona de foc i els qui tenen més paciència que Job, El misteri de la Rodallum.
Guardonada el 2022 amb el premi Dona i Esport de l’ajuntament de Barcelona, per la promoció i difusió de l’esport. Des de jove ha portat una vida molt activa, practicant esports com la natació, l'excursionisme, i, més endavant, destaca la seva especial afició pel món de les curses d'orientació: pensar i córrer.
Amb la seva parella Antoni, van descobrir que els boscos i les muntanyes eren un lloc ideal per fer-hi trobades. Com a mínim, dos cops l'any, hi anaven amb tota la família. Al llarg de la seva vida, ha coronat els cims més alts del Pirineu. L'últim, el Balandrau, el 2022 amb 84 anys. El 2020, al Pedraforca, hi eren el mateix dia quatre generacions. Aquesta mateixa circumstància ja s’havia donat el 2019 a la cursa de Rac 1 (Igualada) on les quatre generacions van participar i completar el recorregut de 5 km.
Amb el seu germà Carles Lladó i Badia, la Tere Gri Espinagosa, el Francesc Mates i Gili, la Myrna Matas-Scherer, entre d'altres, va ser sòcia fundadora del Club de curses d'Orientació Catalunya, el 1988. Juntament amb l'Antoni, han transmès als seus descendents aquest interès i afició per l'esport i la natura. Com a resultat, tant ella, com sos filles i nets han estat múltiples vegades campions de Catalunya i d'Espanya de curses d'orientació, en un mateix campionat, amb destacades participacions d'àmbit mundial dels seus nets.
Pel que fa a títols, del 2007 al 2015 ha estat diverses vegades campiona d’Espanya en categories veteranes (des de W55 a W65).